# حمزه عبدالمولی
حمزه عبدالمولی (انگلیسی: Hamza Abdel Mawla; ۲۶ اکتبر ۱۹۲۳ – ۲۶ ژوئیهٔ ۱۹۸۷) بازیکن فوتبال اهل مصر بود.
وی همچنین در تیم ملی فوتبال مصر بازی کرده‌است.